# Satyrium nepalense
Satyrium nepalense là một loài lan mọc từ tiểu lục địa Ấn Độ đến nam trung bộ Trung Quốc.

## Hình ảnh

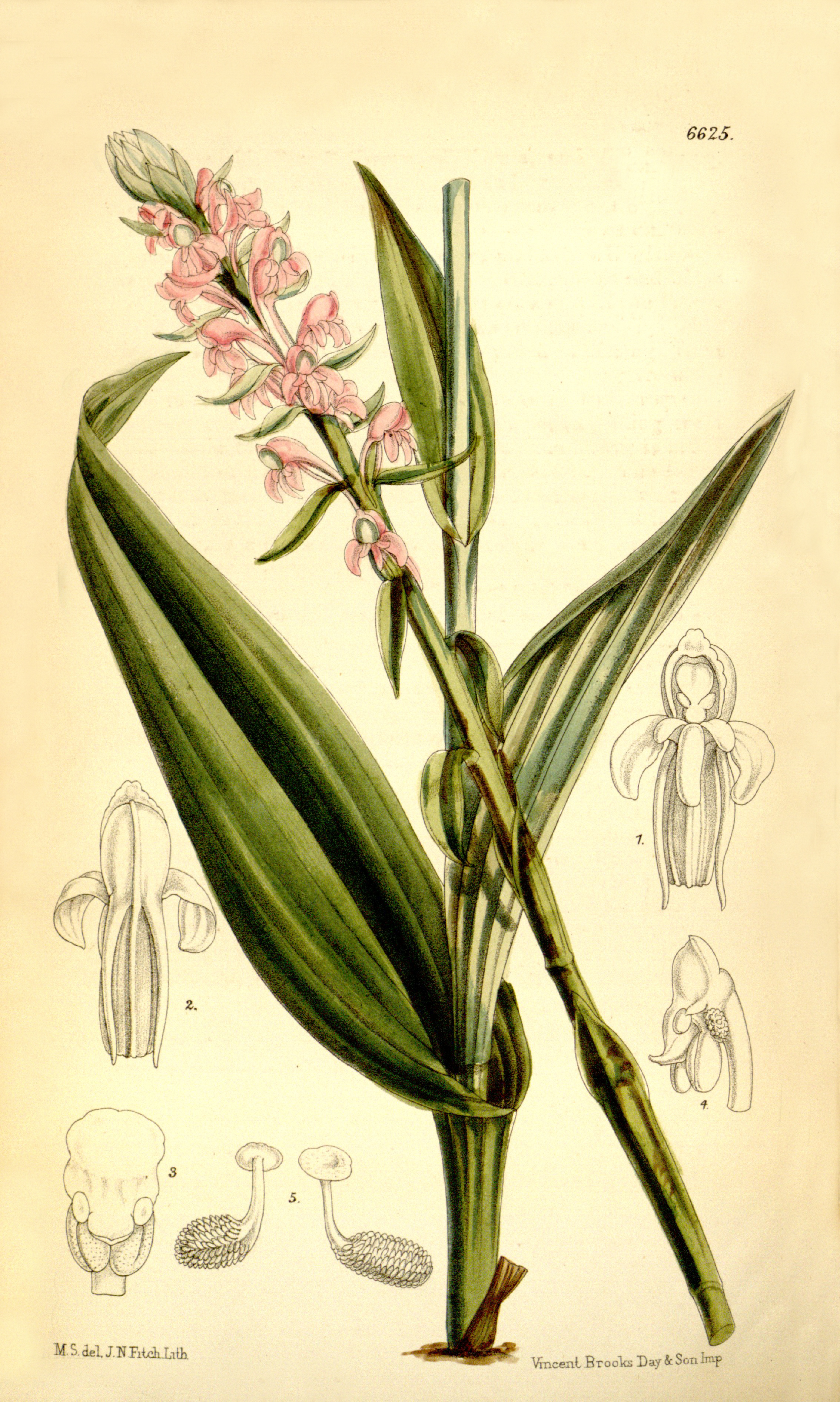